# Phthiracarus lautus
Phthiracarus lautus är en kvalsterart som beskrevs av Wojciech Niedbała 1981. Phthiracarus lautus ingår i släktet Phthiracarus och familjen Phthiracaridae. Inga underarter finns listade i Catalogue of Life.